# آرندزيه
ارندزي (بالألمانية: Arendsee) هي بلدة ألمانية ومدينة تقع في ألمانيا في ألتمارككرايس زالتسفيدل.  يقدر عدد سكانها بـ 6,035 نسمة.